# Stănilești
Stănileşti é uma comuna romena localizada no distrito de Vaslui, na região de Moldávia. A comuna possui uma área de 88.26 km² e sua população era de 5670 habitantes segundo o censo de 2007.